# 이치카와 요스케
이치카와 요스케(市川洋介, 1980년 5월 1일 ~ )는 가나가와현 요코하마시 출신 전직 배우이자 전직 모델이다.
2008년 9월 15일 자신의 블로그상에서 고교 시절의 동급생과 결혼한 것을 발표 했으며,예능 활동 은퇴를 표명했다. 현재 고등학교 수학교사로 재직중이다.
여담으로 특촬물 《가면라이더 드라이브》에서 시지마 고우 역을 연기한 이나바 유우는 그가 가르친 제자이다.

## 학력
- 카나가와 현립 카와와 고등학교 (졸업)
- 전기통신대학 (학사)
- 요코하마 국립 대학교 대학원 자연계교육학 (석사)

## 출연 작품

### 드라마
- 2005년~2006년 《마법전대 마지렌쟈》(파워레인저 매직포스) 히카루 (샤인) / 마지 샤인 (매직 샤인) 역
- 2008년《미토고몬》 제38부 1화・2화 하야노 역

### 오리지널 비디오
- 마법전대 마지레인저 스페셜 DVD「대공개! 황금그립폰의 초마법~고루 고루 고루 고 고~」히카루 / 매직 샤인 역

### 극장판
- 2005년 《마법전대 마지레인저 THE MOVIE - 인페르시아의 신부》 히카루 / 매직 샤인 역
- 2006년 《마법 전대 마지렌쟈 VS데카 레인저》 히카루 / 매직 샤인 역
- 2007년 《굉굉전대 보우켄저 VS 슈퍼전대》히카루 / 매직 샤인 역